# ویکی‌پدیای باشقیری
ویکی‌پدیای باشقیری نسخه باشقیری وب‌گاه ویکی‌پدیا است.  زبان باشقیری تا ۱۷ مارس ۲۰۱۲ بابیش‌از ۱۵٬۸۰۰ مقاله در رده نودوپنجم ویکی‌پدیاها قرار گرفته‌است.